# Dylan Fowler
Dylan Fowler (*4. února 1956) je velšský kytarista. Narodil se v Libyi, ale brzy se přestěhoval do Walesu. Nejprve hrál na klavír, ke kytaře přešel ve svých šestnácti letech. Věnuje se různým žánrům, hrál například s triem Taith, jeho hudba čerpala jak z velšské, tak i z irské hudby. Dále spolupracoval s hudebníky z mnoha různých zemí, vedle těch evropských také z Indie či Kanady. Jedním z jeho vzorů je například brazilský hudebník Egberto Gismonti. Během své kariéry vydal několik alb, například Ffynnon Ofor (2003) a A Passionate Landscape (2013). Roku 2002 vydal společné album se zpěvačkou Julií Murphy nazvané Ffawd. Během své kariéry spolupracoval s mnoha dalšími hudebníky, mezi které patří například Richard Thompson, Danny Thompson a Dick Heckstall-Smith. Roku 2014 hrál na albu Ad Hoc hudebníka Dominica Millera. Rovněž se věnuje pedagogické činnosti.